# Philles Records
Philles Records — американский независимый лейбл звукозаписи, основанный в 1961 году в Нью-Йорке. Основателями лейбла были производитель звука Фил Спектор и предприниматель Лестер Силвер. Philles Records был известен своим уникальным звучанием «стены звука» (Wall of Sound), который был разработан Филом Спектором. Лейбл стал известен благодаря выпуску хитовых синглов таких артистов, как The Ronettes, The Crystals, Darlene Love и других. В течение 1960-х годов Philles Records был одним из ведущих лейблов поп-музыки в США.